# Graue Riesenkängurus
Die Grauen Riesenkängurus (Macropus) sind eine Kängurugattung mit zwei eng verwandten Arten.
Die zwei Arten sind:
- das Östliche Graue Riesenkänguru (Macropus giganteus) und
- das Westliche Graue Riesenkänguru (Macropus fuliginosus).

Graue Riesenkängurus sind nach den Roten Riesenkängurus die größten lebenden Kängurus und Beuteltiere. Sie erreichen eine Kopf-Rumpf-Länge von 0,8 bis 1,4 Metern, wozu noch ein bis zu 1 Meter langer Schwanz kommt, und ein Gewicht von bis zu 55 Kilogramm. Das meist graue Fell kann bei der westlichen Art auch bräunlich gefärbt sein. Wie alle Kängurus haben Graue Riesenkängurus muskulöse Hinterbeine, kurze Vorderbeine und einen langgezogenen Kopf mit großen Ohren.
Graue Riesenkängurus sind über die südlichen und östlichen Regionen Australiens verbreitet und zählen im Gegensatz zu vielen anderen Kängurus nicht zu den bedrohten Arten.
Näheres siehe unter den beiden Artartikeln.

## Taxonomie
Die Gattung Macropus wurde 1790 durch den englischen Naturforscher George Shaw eingeführt. Über einen längeren Zeitraum wurden auch die Wallabys (Notamacropus), die Bergkängurus und das Rote Riesenkänguru in die Gattung Macropus gestellt. Letztere bildeten dabei die Untergattung Osphranter, die Wallabys die Untergattung Notamacropus. In einer 2019 publizierten Studie zum evolutionären Stammbaum der Kängurus wird vorgeschlagen, die drei Untergattungen von Macropus zu eigenständigen Gattungen zu machen. Diese vorgeschlagenen Veränderungen wurden 2015 in das Handbook of the Mammals of the World, einem Standardwerk zur Mammalogie, und 2020 in das Australian Faunal Directory aufgenommen, so dass die Gattung Macropus nur noch die zwei Grauen Riesenkängurus umfasst.
Der wissenschaftliche Gattungsname ist aus den griechischen Worten makros (lang/groß) und pous (Fuß) zusammengesetzt.